# Agence de l'eau Rhin-Meuse
L'agence de l'Eau Rhin-Meuse est l'une des six agences françaises chargées de la lutte contre la pollution et de la protection des milieux aquatiques. Elle exerce ses missions sur le territoire français du bassin-versant du Rhin et de la Meuse (à l'exception de la Sambre).
Le territoire recèle la plus grande nappe phréatique d'Europe, le long du Rhin. Le Saulnois présente des mares salées remarquables, uniques en France continentale.

## Missions
La mission de l'agence, comme celle de chacune des agences de bassin, consiste à  « réduire les pollutions de l'eau de toutes origines et à protéger les ressources en eau et les milieux aquatiques ».
Sa mission va être élargie à la protection de la biodiversité, non seulement aquatique, mais terrestre en général,,.

## Territoire

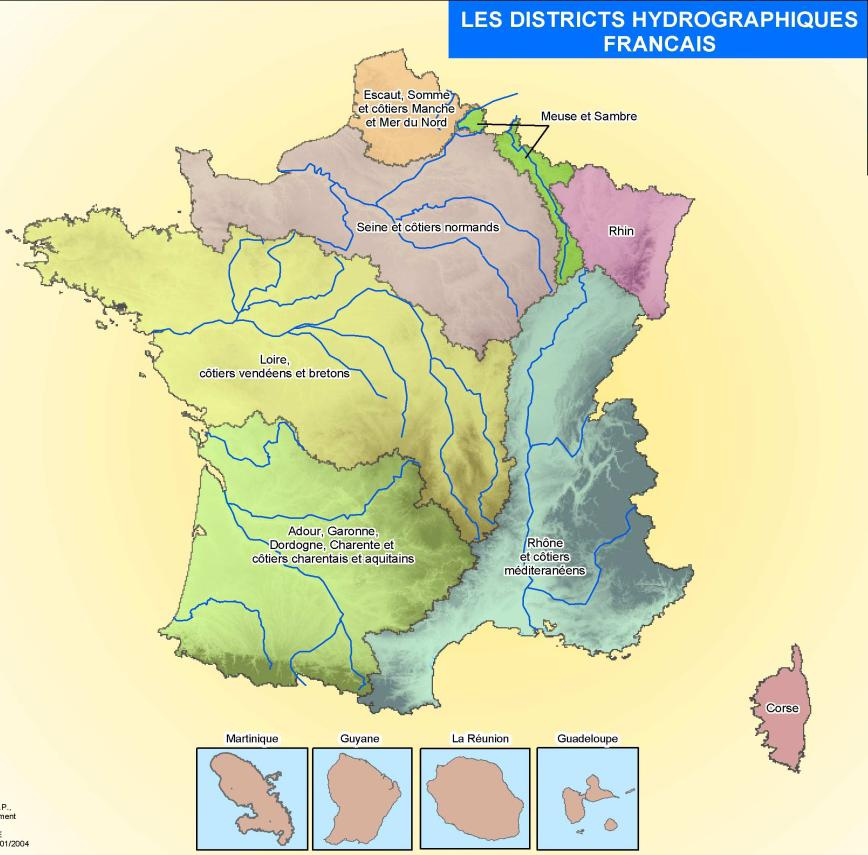
Les sept districts hydrographiques de la France métropolitaine.

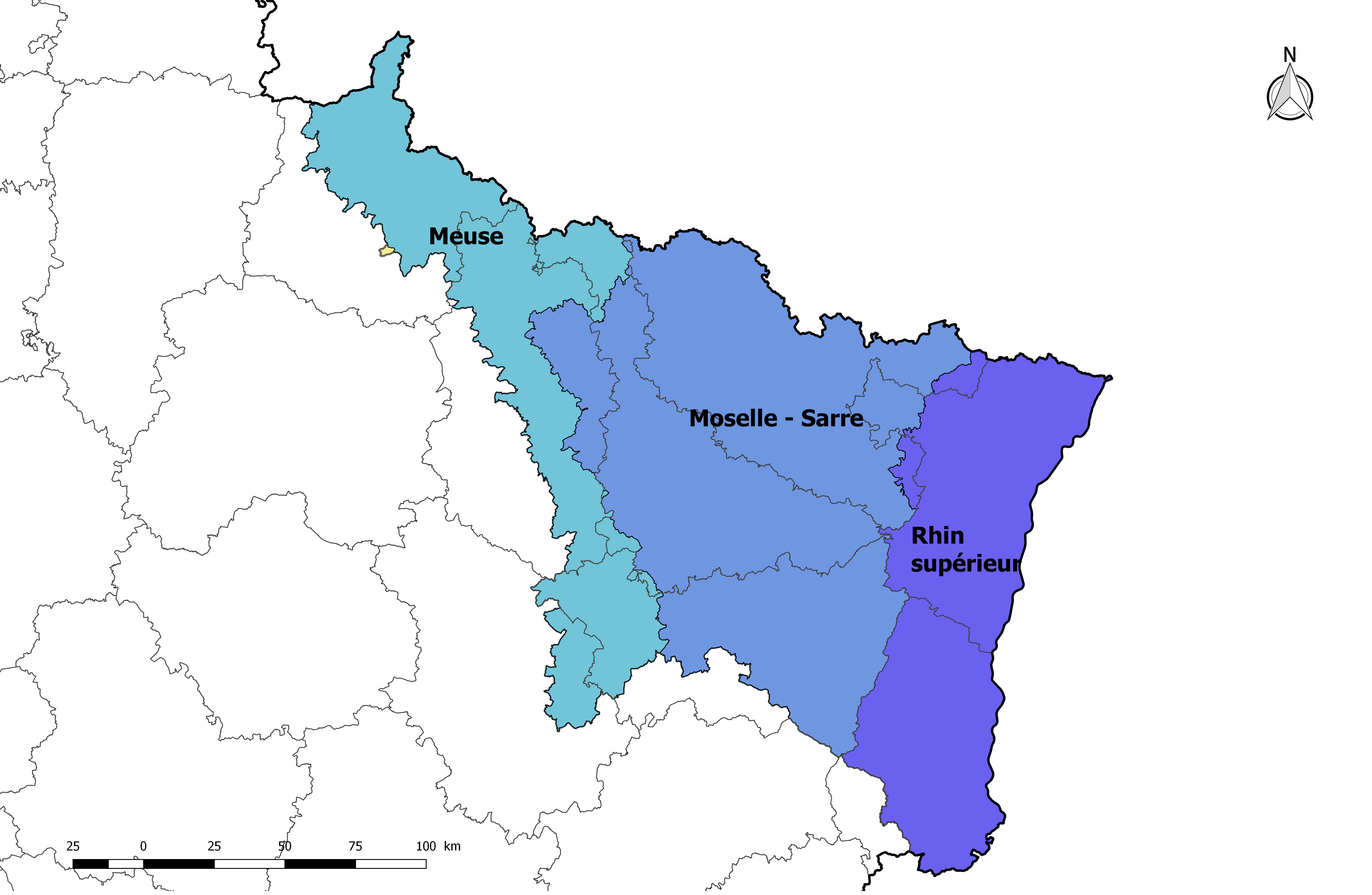
Sous-bassins administratifs.

L'agence couvre en totalité les départements suivants du Grand Est (dans les régions historiques de Lorraine et d'Alsace):
- Bas-Rhin
- Haut-Rhin
- Moselle
- Meurthe-et-Moselle

et pour partie les départements suivants du Grand Est (dans les régions historiques de Lorraine et de Champagne-Ardenne):
- Ardennes
- Haute-Marne
- Meuse
- Vosges

Le bassin Rhin-Meuse est le plus transfrontalier de tous les bassins hydrographiques français. Il s'ensuit que l'Agence de l'eau Rhin-Meuse siège dans les commissions suivantes :
- Commission internationale pour la protection du Rhin, sise à Coblence
- Commissions pour la protection de la Moselle et de la Sarre, sises à Trèves
- Commission pour la protection de la Meuse, sise à Liège

La France a installé une station d'alerte à Huningue, à l'entrée du Rhin en territoire français.
Sur le territoire sont implantées deux centrales nucléaires :
- Centrale nucléaire de Cattenom, près de Thionville
- Centrale nucléaire de Chooz

### Zones humides remarquables
Le Rhin supérieur constitue un site Ramsar franco-allemand.
Le Saulnois présente des mares salées remarquables, uniques en France continentale, où poussent des plantes halophiles telles que la salicorne.

## Qualité de l'eau
Le fort développement du biogaz dans le Grand Est inquiète les associations écologistes. Une note de l’Agence fait état de « dégradations significatives de la qualité des ressources en eau [probablement] liées [au] développement [de la méthanisation] ».